# Ceratopsyche schintlmeisteri
Ceratopsyche schintlmeisteri är en nattsländeart som först beskrevs av Wolfram Mey 1990.  Ceratopsyche schintlmeisteri ingår i släktet Ceratopsyche och familjen ryssjenattsländor. Inga underarter finns listade i Catalogue of Life.